# Philippe Boucher (hockey sur glace)
Pour les articles homonymes, voir Philippe Boucher et Boucher.
Philippe Boucher (né le 24 mars 1973 à Saint-Apollinaire, au Québec - Canada) est un joueur professionnel canadien de hockey sur glace.

## Carrière en club

### Amateur
Philippe Boucher commence sa carrière avec pour l'Express Rive-Sud[réf. nécessaire] avant de jouer pour les Gouverneurs de Sainte-Foy dans la ligue Midget AAA. Il commence sa carrière dans la Ligue de hockey junior majeur du Québec avec les Bisons de Granby en 1990-1991. Il réalise une bonne saison et récolte le titre de meilleure recrue de l'année. En 1992-1993, alors qu'il évolue avec le Titan de Laval, Boucher remporte les séries éliminatoires de la ligue et la Coupe du président. L'équipe accède alors à la finale de la Coupe Memorial 1993, tournoi remporté par les Greyhounds de Sault Ste. Marie.

### Professionnel
Les Sabres de Buffalo le choisissent au cours du repêchage d'entrée dans la LNH 1991 en première ronde (13e choix au total) mais il ne commencera à jouer que pour la saison 1992-1993. Malgré son jeu prometteur, il ne jouera pas beaucoup dans la franchise et passera plus de temps dans l'équipe associée de la Ligue américaine de hockey.
Il est échangé aux Kings de Los Angeles au cours de la saison 1994-1995 puis passe aux Stars de Dallas en 2002. Mi-novembre 2008, alors qu'il est âgé de 35 ans, il rejoint l'équipe des Penguins de Pittsburgh en retour de Darryl Sydor. Il aide alors l'équipe à remporter leur troisième Coupe Stanley de leur histoire, la première pour le joueur québécois. Quelque temps après, il décide de raccrocher ses patins après dix-sept saisons dans la Ligue nationale de hockey.

### Après carrière
En avril 2011, Boucher a été nommé nouveau président et directeur général de L'Océanic de Rimouski de la LHJMQ
En juillet 2013, à la suite du départ vers l'Avalanche du Colorado du DG et entraîneur-chef des Remparts de Québec, Patrick Roy, les Remparts en font le candidat idéal pour le remplacer. Il fait ses adieux à l'Océanic après le repêchage Européen de la LCH pour prendre les commandes des Remparts au même titre que Roy.

## Statistiques
| Saison     | Équipe                    | Ligue      |     | Saison régulière | Saison régulière | Saison régulière | Saison régulière | Saison régulière |   | Séries éliminatoires | Séries éliminatoires | Séries éliminatoires | Séries éliminatoires | Séries éliminatoires |
| Saison     | Équipe                    | Ligue      | PJ  | B                | A                | Pts              | Pun              | PJ               | B | A                    | Pts                  | Pun                  |                      |                      |
| 1988-1989  | Gouverneurs de Sainte-Foy | QAAA       | 5   | 0                | 0                | 0                | 2                | -                | - | -                    | -                    | -                    |                      |                      |
| 1989-1990  | Gouverneurs de Sainte-Foy | QAAA       | 42  | 26               | 60               | 86               | 76               | 12               | 6 | 19                   | 25                   | 16                   |                      |                      |
| 1990-1991  | Bisons de Granby          | LHJMQ      | 69  | 21               | 46               | 67               | 92               | -                | - | -                    | -                    | -                    |                      |                      |
| 1991-1992  | Bisons de Granby          | LHJMQ      | 49  | 22               | 37               | 59               | 47               | -                | - | -                    | -                    | -                    |                      |                      |
| 1991-1992  | Titan de Laval            | LHJMQ      | 16  | 7                | 11               | 18               | 36               | 10               | 5 | 6                    | 11                   | 8                    |                      |                      |
| 1992-1993  | Bisons de Granby          | LHJMQ      | 1   | 1                | 1                | 2                | 2                | -                | - | -                    | -                    | -                    |                      |                      |
| 1992-1993  | Titan de Laval            | LHJMQ      | 15  | 11               | 14               | 25               | 35               | 13               | 6 | 15                   | 21                   | 12                   |                      |                      |
| 1992-1993  | Americans de Rochester    | LAH        | 5   | 4                | 3                | 7                | 8                | 3                | 0 | 1                    | 1                    | 2                    |                      |                      |
| 1992-1993  | Sabres de Buffalo         | LNH        | 18  | 0                | 4                | 4                | 14               | -                | - | -                    | -                    | -                    |                      |                      |
| 1993-1994  | Americans de Rochester    | LAH        | 31  | 10               | 22               | 32               | 51               | -                | - | -                    | -                    | -                    |                      |                      |
| 1993-1994  | Sabres de Buffalo         | LNH        | 38  | 6                | 8                | 14               | 29               | 7                | 1 | 1                    | 2                    | 2                    |                      |                      |
| 1994-1995  | Americans de Rochester    | LAH        | 43  | 14               | 27               | 41               | 26               | -                | - | -                    | -                    | -                    |                      |                      |
| 1994-1995  | Sabres de Buffalo         | LNH        | 9   | 1                | 4                | 5                | 0                | -                | - | -                    | -                    | -                    |                      |                      |
| 1994-1995  | Kings de Los Angeles      | LNH        | 6   | 1                | 0                | 1                | 4                | -                | - | -                    | -                    | -                    |                      |                      |
| 1995-1996  | Roadrunners de Phoenix    | LIH        | 10  | 4                | 3                | 7                | 4                | -                | - | -                    | -                    | -                    |                      |                      |
| 1995-1996  | Kings de Los Angeles      | LNH        | 53  | 7                | 16               | 23               | 31               | -                | - | -                    | -                    | -                    |                      |                      |
| 1996-1997  | Kings de Los Angeles      | LNH        | 60  | 7                | 18               | 25               | 25               | -                | - | -                    | -                    | -                    |                      |                      |
| 1997-1998  | Ice Dogs de Long Beach    | LIH        | 2   | 0                | 1                | 1                | 4                | -                | - | -                    | -                    | -                    |                      |                      |
| 1997-1998  | Kings de Los Angeles      | LNH        | 45  | 6                | 10               | 16               | 49               | -                | - | -                    | -                    | -                    |                      |                      |
| 1998-1999  | Kings de Los Angeles      | LNH        | 45  | 2                | 6                | 8                | 32               | -                | - | -                    | -                    | -                    |                      |                      |
| 1999-2000  | Ice Dogs de Long Beach    | LIH        | 14  | 4                | 11               | 15               | 8                | 6                | 0 | 9                    | 9                    | 8                    |                      |                      |
| 1999-2000  | Kings de Los Angeles      | LNH        | 1   | 0                | 0                | 0                | 0                | -                | - | -                    | -                    | -                    |                      |                      |
| 2000-2001  | Moose du Manitoba         | LIH        | 45  | 10               | 22               | 32               | 39               | -                | - | -                    | -                    | -                    |                      |                      |
| 2000-2001  | Kings de Los Angeles      | LNH        | 22  | 2                | 4                | 6                | 20               | 13               | 0 | 1                    | 1                    | 2                    |                      |                      |
| 2001-2002  | Kings de Los Angeles      | LNH        | 80  | 7                | 23               | 30               | 94               | 5                | 0 | 1                    | 1                    | 2                    |                      |                      |
| 2002-2003  | Stars de Dallas           | LNH        | 80  | 7                | 20               | 27               | 94               | 11               | 1 | 2                    | 3                    | 11                   |                      |                      |
| 2003-2004  | Stars de Dallas           | LNH        | 70  | 8                | 16               | 24               | 64               | 5                | 1 | 0                    | 1                    | 6                    |                      |                      |
| 2005-2006  | Stars de Dallas           | LNH        | 66  | 16               | 27               | 43               | 77               | 5                | 0 | 1                    | 1                    | 2                    |                      |                      |
| 2006-2007  | Stars de Dallas           | LNH        | 76  | 19               | 32               | 51               | 104              | 7                | 0 | 1                    | 1                    | 6                    |                      |                      |
| 2007-2008  | Stars de Dallas           | LNH        | 38  | 2                | 12               | 14               | 26               | 3                | 0 | 0                    | 0                    | 4                    |                      |                      |
| 2008-2009  | Stars de Dallas           | LNH        | 16  | 0                | 3                | 3                | 15               | -                | - | -                    | -                    | -                    |                      |                      |
| 2008-2009  | Penguins de Pittsburgh    | LNH        | 25  | 3                | 3                | 6                | 24               | 9                | 1 | 3                    | 4                    | 4                    |                      |                      |
| Totaux LNH | Totaux LNH                | Totaux LNH | 748 | 94               | 206              | 300              | 702              | 65               | 4 | 10                   | 14                   | 39                   |                      |                      |